# Johannes Hevel
Johannes Hevel (tudi Johann Hewelke, Hewelcke, poljsko Jan Heweliusz, nemško Johannes Hewel, pa tudi Hevelius, Hevelij), poljski astronom, * 28. januar 1611, Danzig, (sedaj Gdansk, Poljska), † 28. januar 1687, Danzig.

## Življenje in delo
Hevel se je rodil v družini bogatih trgovcev s pivom češkega porekla.
Od leta 1630 je študiral pravo na Univerzi v Leidnu. Po potovanju po Evropi se je leta 1634 nastanil v Danzigu. Tam je postal mestni svetnik, župan in je delal kot pivovar. Največ pa se je skupaj z ženo zanimal za astronomijo.
Na svojem domu je leta 1641 začel graditi lastni observatorij in je tudi izdelal vse potrebne inštrumente. Ukvarjal se je s topografijo Lune in je prvi izdal njeno celotno karto, ki je bila najboljša naslednjih sto let.
Med letoma 1642 in 1645 je opazoval Sončeve pege.
Odkril je libracijo Lune v dolžini, kar je leta 1647 v Gdansku objavil v knjigi Topografija Lune (Selenographia, seu descriptio Lunae). Tako velja za začetnika raziskovanja lunine topografije.
Bil je navdušen nad poimenovanjem nebesnih teles. Na svoji Karti Lune je zbral približno 250 imen, ki so bila zelo drugačna od tistih, ki jih je zapisal pred njim van Langren. Hevel je ubral povsem svojo pot. Na Luno je prenesel geografska imena z Zemlje. Pri tem je dal prednost antičnim lastnim geografskim imenom. Na njegovi karti najdemo na primer Pontus Euxinus, kar je antično ime za Črno morje, ali Propontis, Mramorno morje. Današnji kraterji Kopernik, Tycho in Tales so se pri njem imenovali (otok) Sicilija, Sinaj in Sarmanske gore. Od vseh njegovih imenovanj se jih je do današnjega dne ohranilo le 5, med njimi Alpe in Apenini. Kljub temu je imel pri nomenklaturi objektov na Luni pomembno vlogo. Z uvedbo »vodnih izrazov« je rešil imenovanje temnejšh predelov na njenem površju. To morsko izrazoslovje je postalo tradicionalno in se je ohranilo do danes. Oceanu (ocean), Mare (morje), Lacus (jezero), Palus (močvirje), Sinus (zaliv). Seveda pa ni vsa lunska nomenklatura vodna. Med značilnimi tvorbami Luninega površja so še gore, doline, hrbti, razpoke, brazde. Najpomembnejši pa so zagotovo kraterji. Dolgo časa so jih imenovali cirki, kar po latinsko pomeni krog, kasneje pa so jih po podrobnosti z zemeljskimi ognjeniki začeli imenovati kraterji. Beseda izhaja iz grške in pomeni čaša.
V delu Historiola Mirae stellae je leta 1662 objavil svoja opazovanja spremenljive zvezde, ki jo je sam poimenoval Mira (čudovita) (ο Kita (Ceti)).
V njegovi knjigi Prodromus astronomiae iz leta 1664 (izdana posmrtno 1690) se je prvič
pojavilo ozvezdje Mali lev (Leo Minor).
Napisal je še dela: De natura Saturni; Cometographia, (1665/1668); Machina coelestis, (I., 1673, II., 1679); Annus climactericus, (1685).
Izdelal je zvezdni katalog Firmamentum Sobiescianum sive Uranographia (1690) s položaji 1.564 zvezd (od tega 341 z južnega neba), odkril 4. komete (1652, 1661, 1672 in 1677), proučeval je Saturnove faze in bil je med prvimi, ki so opazovali prehod Merkurja čez Sončevo ploskvo.
Za komet iz leta 1664 je domneval, da je njegov tir elipsa, drugače pa je menil, da imajo kometi v splošnem tir parabole. Za določanje zemljepisnih dolžin je izdelal postopek, ki je temeljil na Luninih mrkih.
K njemu je prišel Halley, da bi zgladil spor med njim in Hookom.
26. septembra 1679 je njegovo hišo in observatorij z inštrumenti in knjigami uničil požar. To je pojasnil v uvodu dela Annus climactericus. Kmalu je popravil škodo, saj se mu je mudilo opazovati komet v decembru leta 1680. Ta nesreča ga je zdravstveno uničila.